# Anastasius Grün
Contele Anton Alexander von Auersperg, cunoscut sub pseudonimul Anastasius Grün, (n. 11 aprilie 1806, Ljubljana, Slovenia – d. 12 septembrie 1876, Graz, Austro-Ungaria) a fost un scriitor austriac și politician liberal, născut în Slovenia.
Lirica sa, cu valențe politice, are accente retorice.

## Scrieri
- 1831: Plimbările unui poet vienez ("Spaziergänge eines Wiener Poeten")
- 1835: Moloz ("Schutt")
- 1850: Preotul din Kahlenberg ("Der Pfaff vom Kahlenberg").